# Großer Karbuschsee
Der Große Karbuschsee ist ein 11,2 Hektar großes Gewässer auf der Gemarkung der Gemeinde von Groß Köris im Landkreis Dahme-Spreewald im Land Brandenburg.

## Lage und Entstehung
Der See ist Teil des rund 255 Hektar großen FFH-Gebiets Heideseen bei Groß Köris und liegt naturräumlich in einer Talsandebene, die überwiegend mit Kiefern bestockt ist. Sein Relief entstand im Wesentlichen während der letzten Weichsel-Kaltzeit. In der Talsandebene bildeten sich Seen aus, in dessen Umfeld sich holozäne Niedermoore bildeten. Neben dem Güldensee und dem Großen Roßkardtsee gehört auch der Große Karbuschsee zu dem FFH-Gebiet. Er liegt rund 2,4 km nördlich des Gemeindezentrums von Groß Köris. Nordwestlich befindet sich der Groß Köriser Wohnplatz Am Rohga, nordöstlich das Naturschutzgebiet Radeberge mit dem Paddenpfuhl, südöstlich der Wohnplatz Wilhelminenhofer Weg sowie der Diecksee und südwestlich der bereits erwähnte Große Roßkardtsee gefolgt vom Güldensee im Westen. Der überwiegende Teil des Sees ist bewaldet und von einer Schilfzone umgeben. Im Norden befindet sich der Kleine Karbuschsee, der zu einer früheren Zeit mit einem unbenannten Abfluss an seiner Südseite mit dem Großen Karbuschsee verbunden war. In einigen Karten ist ein Zufluss aus dem Moor des Kleinen Karbuschsees eingezeichnet, der jedoch ebenfalls nicht mehr besteht. Der See wird vorzugsweise aus Grundwasser gespeist, das aus den östlichen bis südöstlich gelegenen Gebieten zuströmt. Das Südufer ist bebaut; dort entstand in den 1930er Jahren eine Villenkolonie, die im Jahr 1931 als Wohnplatz Am Großen Karbuschsee geführt wurde. Am südöstlichen Ufer besteht bei einem hohen Wasserstand über den Karbuschgraben eine Verbindung zum Diecksee. Diese Verbindung ist bereits im Schmettauschen Kartenwerk (1767–1787) als Abfluss aus dem Großen Harwe See erkennbar. Dort befindet sich ein vom Ministerium für Landwirtschaft, Umwelt und Klimaschutz des Landes Brandenburg als „sensibel“ bezeichnetes Torfmoosmoor.

## Zustand und Nutzung
Der Zustand des Sees wird in einem Managementplan für das FFH-Gebiet Heideseen bei Groß Köris aus dem Jahr 2020 als mesotroph bezeichnet (2001/2009). Der Plan empfiehlt, die Wasserqualität des Großen Karbuschsees und seinen nährstoffarmen Gewässerzustand zu sichern. Das am Karbuschgraben befindlich Moor zeigt aus Sicht des Ministeriums für Landwirtschaft, Umwelt und Klimaschutz des Landes Brandenburg deutliche „Austrocknungsmerkmale“ (2020). Es empfiehlt daher sowohl Maßnahmen zur Verbesserung des Wasserhaushaltes im oberirdischen Einzugsgebiet als auch Maßnahme zum standortangepassten Waldumbau im oberirdischen Einzugsgebiet.
Im See gedeihen Armleuchteralgen, das Mittlere Nixkraut sowie das Ährige Tausendblatt, in den Uferzonen die Gelbe Teichrose. Der See befindet sich im Jahr 2021 in Privateigentum und wird für den Angelsport genutzt. Dort wurden Barsche, Hechte, Rotaugen, Rotfeder und – als Neozoen – Zwergwelse nachgewiesen. Ebenso lebt dort der Fischotter. Als besonders schützenswert wird die streng geschützte Binsenschneide angesehen. Der südöstliche Uferbereich ist daher im Jahr 2021 durch einen vom Naturpark Dahme-Heideseen temporär aufgestellten Zaun gegen Betreten gesichert.